# Veenendaal-Veenendaal Classic 2017
La Veenendaal-Veenendaal Classic 2017, trentaduesima edizione della corsa e prima con questa denominazione, valida come evento dell'UCI Europe Tour 2017 categoria 1.1, si svolse il 18 agosto 2017 su un percorso di 195,8 km. Fu vinta dallo sloveno Luka Mezgec in 4h 21' 35" alla media di 44,91 km/h, seguito, al secondo posto dall'olandese Wouter Wippert e, al terzo, dall'altro olandese Moreno Hofland.
Al traguardo di Veenendaal furono 107 i ciclisti che completarono la gara.

## Squadre partecipanti
| N.      | Cod. | Squadra                      |
| ------- | ---- | ---------------------------- |
| 1-8     | CDT  | Cannondale-Drapac            |
| 11-18   | LTS  | Lotto-Soudal                 |
| 21-27   | ORS  | Orica-Scott                  |
| 31-38   | TLJ  | Team Lotto NL-Jumbo          |
| 41-48   | TFO  | Fortuneo-Oscaro              |
| 51-58   | RNL  | Roompot-Nederlandse Loterij  |
| 61-68   | SVB  | Sport Vlaanderen-Baloise     |
| 71-78   | WIL  | Vérandas Willems-Crelan      |
| 81-88   | WGG  | Wanty-Groupe Gobert          |
| 91-98   | WVA  | WB Veranclassic Aqua Protect |
| 101-108 | SKT  | An Post-ChainReaction        |

| N.      | Cod. | Squadra                      |
| ------- | ---- | ---------------------------- |
| 111-117 | BDC  | Baby-Dump Cyclingteam        |
| 121-128 | DCR  | Delta Cycling Rotterdam      |
| 131-138 | DJP  | Destil-Jo Piels Cycling Team |
| 141-147 | DSU  | Development Team Sunweb      |
| 151-158 | MET  | Metec-TKH                    |
| 161-168 | MCT  | Monkey Town Continental Team |
| 171-177 | RNR  | Rad-Net Rose Team            |
| 182-187 | SEG  | SEG Racing Academy           |
| 191-198 | TCO  | Team Coop                    |
| 201-208 | TVC  | Virtu Cycling                |

## Ordine d'arrivo (Top 10)
| Pos. | Corridore          | Squadra        | Tempo    |
| ---- | ------------------ | -------------- | -------- |
| 1    | Luka Mezgec        | Orica-Scott    | 4h21'35" |
| 2    | Wouter Wippert     | Cannondale     | s.t.     |
| 3    | Moreno Hofland     | Lotto-Soudal   | s.t.     |
| 4    | Lars Boom          | Lotto-Jumbo    | s.t.     |
| 5    | Kenny Dehaes       | Wanty-Gobert   | s.t.     |
| 6    | Timothy Dupont     | Veranda's      | s.t.     |
| 7    | Bert Van Lerberghe | Sp. Vlaanderen | s.t.     |
| 8    | Arvid De Kleijn    | Baby-Dump      | s.t.     |
| 9    | Brian Van Goethem  | Roompot        | s.t.     |
| 10   | Roger Kluge        | Orica-Scott    | s.t.     |